# Grand Prix Formule 1 van Monaco 2001
De Grand Prix Formule 1 van Monaco 2001 werd gehouden op 27 mei 2001 op het Circuit de Monaco in Monte Carlo.

## Uitslag
| Positie | Nummer | Rijder                | Team               | Ronden | Tijd/Opgave     | Startplaats | Punten |
| ------- | ------ | --------------------- | ------------------ | ------ | --------------- | ----------- | ------ |
| 1       | 1      | Michael Schumacher    | Scuderia Ferrari   | 78     | 1:47:22.561     | 2           | 10     |
| 2       | 2      | Rubens Barrichello    | Scuderia Ferrari   | 78     | +0.431          | 4           | 6      |
| 3       | 18     | Eddie Irvine          | Jaguar Racing      | 78     | +30.698         | 6           | 4      |
| 4       | 10     | Jacques Villeneuve    | BAR-Honda          | 78     | +32.454         | 9           | 3      |
| 5       | 4      | David Coulthard       | McLaren - Mercedes | 77     | +1 Ronde        | 1           | 2      |
| 6       | 22     | Jean Alesi            | Prost Grand Prix   | 77     | +1 Ronde        | 11          | 1      |
| 7       | 8      | Jenson Button         | Benetton Formula   | 77     | +1 Ronde        | 17          |        |
| 8       | 14     | Jos Verstappen        | Arrows - Asiatech  | 77     | +1 Ronde        | 19          |        |
| 9       | 15     | Enrique Bernoldi      | Arrows - Asiatech  | 76     | +2 Rondes       | 20          |        |
| 10      | 17     | Kimi Räikkönen        | Sauber - Petronas  | 73     | +5 Rondes       | 15          |        |
| Ret     | 5      | Ralf Schumacher       | Williams-BMW       | 57     | Elektrisch      | 5           |        |
| Ret     | 20     | Tarso Marques         | Minardi            | 56     | Transmissie     | 22          |        |
| Ret     | 21     | Fernando Alonso       | Minardi            | 54     | Versnellingsbak | 18          |        |
| Ret     | 11     | Heinz-Harald Frentzen | Jordan-Honda       | 49     | Ongeluk         | 13          |        |
| Ret     | 7      | Giancarlo Fisichella  | Benetton Formula   | 43     | Versnellingsbak | 10          |        |
| Ret     | 12     | Jarno Trulli          | Jordan-Honda       | 30     | Hydrauliek      | 8           |        |
| Ret     | 23     | Luciano Burti         | Prost Grand Prix   | 24     | Versnellingsbak | 21          |        |
| Ret     | 19     | Pedro de la Rosa      | Jaguar Racing      | 18     | Hydrauliek      | 14          |        |
| Ret     | 3      | Mika Häkkinen         | McLaren - Mercedes | 15     | Besturing       | 3           |        |
| Ret     | 9      | Olivier Panis         | BAR-Honda          | 13     | Besturing       | 12          |        |
| Ret     | 6      | Juan Pablo Montoya    | Williams-BMW       | 2      | Gespind         | 7           |        |
| Ret     | 16     | Nick Heidfeld         | Sauber - Petronas  | 0      | Botsing         | 16          |        |

## Wetenswaardigheden
- Laatste pole position: David Coulthard.
- Eerste podium: Jaguar Racing.
- David Coulthard startte achteraan, nadat hij in de opwarmronde niet weg wist te komen.  In de race zat hij vele ronden vast achter de Arrows van Enrique Bernoldi
- Jean Alesi scoorde voor het eerst sinds de Grand Prix van Japan 1999 punten voor zijn team Prost Grand Prix.
- Jos Verstappen reed een sterke race en haalde een aantal coureurs in,  wat in Monaco vrij lastig is.  Hij miste een klassering in de punten vanwege koppelingsproblemen in de pits.

## Statistieken
| Snelste ronde | David Coulthard | McLaren - Mercedes | 1:19.424 |

## Noot
- Dit was de 25ste podiumplaats voor Eddie Irvine.

1929 · 1930 · 1931 · 1932 · 1933 · 1934 · 1935 · 1936 · 1937 · 1948 · 1950 · 1955 · 1956 · 1957 · 1958 · 1959 · 1960 · 1961 · 1962 · 1963 · 1964 · 1965 · 1966 · 1967 · 1968 · 1969 · 1970 · 1971 · 1972 · 1973 · 1974 · 1975 · 1976 · 1977 · 1978 · 1979 · 1980 · 1981 · 1982 · 1983 · 1984 · 1985 · 1986 · 1987 · 1988 · 1989 · 1990 · 1991 · 1992 · 1993 · 1994 · 1995 · 1996 · 1997 · 1998 · 1999 · 2000 · 2001 · 2002 · 2003 · 2004 · 2005 · 2006 · 2007 · 2008 · 2009 · 2010 · 2011 · 2012 · 2013 · 2014 · 2015 · 2016 · 2017 · 2018 · 2019 · 2020 · 2021 · 2022 · 2023 · 2024 · 2025